# 井上建太陽望遠鏡
井上建太陽望遠鏡（Daniel Ken Inouye Solar Telescope，簡稱 DKIST）原名先進技術太陽望遠鏡 (ATST) 在2013年以日裔美國人，夏威夷州聯邦參議員、參議院臨時議長丹尼爾·井上命名。望遠鏡位於太平洋毛伊島哈萊阿卡拉火山美國國家太陽天文台的太陽望遠鏡 。
選擇這個位置是因為白天大氣條件清晰，可以用來觀察太陽的日冕。井上健太陽望遠鏡直徑4米，可以觀察到太陽上跨距30公里的物件。